# نفق في السماء (رواية)
نفق في السماء (بالإنجليزية: Tunnel in the Sky)‏ هي رواية خيال علمي للأحداث كتبها الكاتب الأمريكي روبرت أنسون هاينلاين، والتي نشرها الناشر الأمريكي سكريبنرس عام 1955 كأحد روايات هاينلاين الصغيرة، تصف القصة مجموعة من الطلاب الذين أرسلوا في اختبار البقاء إلى كوكب غير مأهول، والذين سرعان ما يدركون أنهم تقطعت بهم السبل هناك، تشمل موضوعات العمل صعوبات النمو وطبيعة الإنسان كحيوان اجتماعي.

## ملخص المؤامرة
ترتكز الرواية على المستقبل عندما تم تجنب الاكتظاظ السكاني المالثوسي على الأرض من خلال اختراع النقل عن بعد الذي يسمى «قفزة رامسبوتام»، والذي يستخدم لإرسال سكان الأرض الزائدين لاستعمار كواكب أخرى، ومع ذلك فإن تكاليف تشغيل الجهاز تعني أن المستعمرات معزولة عن الأرض حتى الوقت الذي نتمكن فيه من إنتاج شيء ما لتعزيز التجارة البينية، ولأن التكنولوجيا الحديثة تتطلب بنية تحتية داعمة فإن المستعمرين يستخدمون التكنولوجيا من عصر الحدود أي يستخدمون الخيول بدلاً من الجرارات.
رود ووكر طالب في المدرسة الثانوية يحلم بأن يصبح مستعمرًا محترفًا، وقد كان الاختبار النهائي لفصل البقاء المتقدم هو البقاء على قيد الحياة على كوكب غير مألوف لمدة تتراوح بين يومين وعشرة أيام، يمكن للطلاب العمل معًا وتجهيز أنفسهم بكل الوسائل التي يمكنهم حملها، لكنهم بخلاف ذلك يكونون وحدهم تمامًا، وقد قيل لهم فقط أن التحديات ليست مستحيلة ولا غير معقولة، في يوم الامتحان يسير كل طالب عبر بوابة رامسبوتام ويجد نفسه بمفرده على كوكب غريب، وعلى الرغم من أنه قريب بشكل معقول من نقطة الالتقاط، يقوم رود -بناءً على نصيحة أخته الأكبر- بأخذ سكاكين الصيد ومعدات البقاء الأساسية بدلاً من الأسلحة عالية التقنية، على أساس أن الأخير قد يجعله أكثر ثقة، والنصيحة الأخيرة التي يتلقاها الطلاب هي «الانتباه إلى ستبور».
في اليوم الثاني تم نصب رود في كمين وقام لص باسقاطه أرضًا مغشيًا عليه، عندما يستيقظ يجد ما بقي هو سكين احتياطي مخفي تحت ضمادة، في تركيزه اليائس على البقاء على قيد الحياة يفقد مسار الوقت، في النهاية انضم إلى جاكلين «جاك» داود -طالبة من فصل آخر كان يظنها في البداية ولدًا- وعندها تخبره أن أكثر من عشرة أيام قد انقضت دون اتصال حينها يدرك أن هناك شيئًا ما قد حدث خطأ في البوابة التي كان من المفترض أن تستعيدهم وهما الآن قد تقطعت بهم السبل.
يبدآن في تجنيد الآخرين لبناء تسوية للبقاء على المدى الطويل ويصبح رود الزعيم الفعلي لمجتمع ينمو في نهاية المطاف إلى حوالي 75 شخصًا، تكشف الخلافات عن الحاجة إلى انتخاب حكومة للبلدة الجديدة، لكن رود لا يطيق السياسة أو الإدارة ويسعده أن يكون الحاكم جرانت كوبر -طالب جامعي أقدم وسياسي وعمدة منتخب-، يثبت جرانت على أنه أفضل بكثير في الحديث عنه من إنجاز الأمور، وعلى الرغم من عدم موافقة رود على العديد من سياسات جرانت إلا أنه كان يدعمه، يتجاهل جرانت تحذير رود من أنهم يعيشون في مكان يصعب الدفاع عنه بشكل خطير وأنهم يجب أن ينتقلوا إلى العيش في كهف وجده، تتعرض المستوطنة للدمار ويقتل جرانت، يحمل رود عبء المسئولية مرةً أخرى.
يتتبع هاينلاين التطور الاجتماعي لهذا المجتمع الحدودي من الغربيين المتعلمين المحرومين من التكنولوجيا، يلي ذلك التفكك المفاجئ عند إعادة الاتصال بالأرض بعد ما يقرب من عامين من العزلة، تبرز الصدمة الثقافية التي يعيشها الناجون بالنسبة لهم وللقارئ، الألم والشك في أن يصبحوا بالغين، عن طريق عكس العملية بشكل مفاجئ ينتقل كل طالب من كونه عضوًا مسؤولًا عن نفسه مستقل إلى شاب مرة أخرى.
يعود جميع الطلاب إلى الأرض عن طيب خاطر باستثناء رود الذي يواجه صعوبة كبيرة في العودة من وضع رئاسة دولة صغيرة ذات سيادة إلى مراهق مهجور بواسطة المنقذين البالغين، ومع ذلك، يقنعه معلمه (والآن زوج أخته) وأخته بتغيير رأيه، أخبره معلمه أيضًا أن تحذيره من «ستبور» («الروبوتات» المكتوبة للوراء) كان مجرد وسيلة لإضفاء طابع شخصي على مخاطر كوكب غير معروف لغرس الخوف والحذر في الطلاب حيث يتلقى كل طالب نفس التحذير بغض النظر عن إلى أي كوكب يتم إرساله إلى الامتحان النهائي؟
بعد سنوات تم تصوير رود باختصار وهو يحقق رغبة قلبه؛ تجده في نهاية الرواية يستعد لقيادة حزب استعمار رسمي لكوكب آخر.

## المواضيع
كما في كتاب «سيد الذباب» الذي نُشر قبل عام من «نفق في السماء» تكشف العزلة عن الطبيعة الحقيقية للطلاب كأفراد، لكنها توضح أيضًا بعض ثوابت الوجود الإنساني كحيوان اجتماعي، تتعارض مواضيعه الأساسية مع تلك الموجودة في كتاب سيد الذباب، حيث إنها تُظهر إيمانًا بالقوة المتأصلة للبشر بوصفهم أشخاصًا بدائيين يستطيعون التنظيم الذاتي بدلاً من النزول إلى الهمجية، يقع بعض الطلاب ضحية حماقتهم الخاصة، والبعض الآخر يتحول إلى بلطجية، لكن هذا جزء من الطبيعة الإنسانية، تمامًا كما تأخذ الاتجاهات المضادة المجموعة ككل نحو بدايات مجتمع مستقر. توضح الأزمات السياسية العديدة للمستعمرة الناشئة الحاجة إلى الشرعية في حكومة مناسبة للمجتمع الذي تديره، كما أنه يرمز إلى موضوعات تم تطويرها بشكل أكبر في كتب مثل الوقت يكفى للحب وجنود المركبة الفضائية، وهي موضوعات غير مألوف بالنسبة للخيال العلمي في ذلك الوقت ولكنها نموذجية تمامًا لأعمال هاينلاين، كما تصور الرواية العديد من الشخصيات النسائية المؤهلة وذكية.

## عرق رود
أشار عضو جمعية هاينلاين والباحث روبرت جيمس إلى أن هاينلاين كتب خطابًا يقول فيه "ينص بقوة" على أن رود ووكر أسود ، وفقًا لجيمس فإن "الدليل الأكثر وضوحًا هو أن الجميع في" النفق" يتوقعون أن ينتهي رود مع كارولين، التي توصف صراحة بأنها سوداء. تقديراً لهذا فإن في الغلاف التوضيحي لنسخة Full Cast Audio تم تنقيح العمل لـإظهار رود بأصله العرقي الصحيح.
يُشار إلى رود في إحدى المراحل بشخصية جوك مكجوان على أنه «تشولو»، وهو مصطلح ازدرائي لشخص من أصول أمريكا اللاتينية.